# The Flood (Take That)
The Flood è un singolo della boy band britannica Take That, primo estratto dal loro sesto album, Progress. The Flood è il primo singolo a cui partecipa Robbie Williams dal suo ritorno nel gruppo nel luglio 2010. 

## Descrizione
La canzone, scritta da tutti i membri del gruppo, è interpretata vocalmente da Williams e da Gary Barlow.
Il singolo è stato pubblicato per il download digitale il 14 novembre 2010, e su supporto fisico il 15 novembre.

### Il videoclip
Il video, diretto da Matt Whitecross, presenta i componenti della band come membri di una squadra di canottaggio, impegnata in una competizione con un altro equipaggio. Pur perdendo la competizione, il gruppo continua a remare oltre la linea del traguardo arrivando nelle acque del Tamigi, passando davanti a famosi monumenti di Londra, prima di scomparire in un mare in tempesta.

## Tracce
Singolo CD
1. The Flood – 4:51
2. The Flood (Instrumental) – 4:51

Singolo DVD Regno Unito
1. The Flood (Video) – 5:00
2. The Flood (Behind the Scenes) – 2:30

## Classifiche
| Classifica (2010) | Posizione massima |
| ----------------- | ----------------- |
| Austria           | 14                |
| Belgio (Fiandre)  | 53                |
| Belgio (Vallonia) | 24                |
| Danimarca         | 4                 |
| Europa            | 4                 |
| Germania          | 12                |
| Irlanda           | 3                 |
| Italia            | 2                 |
| Norvegia          | 3                 |
| Paesi Bassi       | 3                 |
| Regno Unito       | 2                 |
| Repubblica Ceca   | 27                |
| Slovacchia        | 44                |
| Spagna            | 44                |
| Svezia            | 24                |
| Svizzera          | 6                 |
| Ungheria          | 16                |

### Classifica italiana
| Posizione | 12 | 10 | 19 | 29 | 2 | 4 | 11 | 10 |